# Treacle tart
La treacle tart est un dessert traditionnel britannique. La plus ancienne recette connue date de la fin du XIXe siècle et provient d'un livre de recette de Mary Jewry.

## Préparation
La treacle tart est préparé à partir d'une pâte brisée, garnie d'un épais mélange de mélasse claire, de chapelure, de jus ou de zeste de citron. Une alternative moderne consiste à remplacer la chapelure par de la poudre d'amande. La tarte est servie chaude ou tiède avec une cuillère de crème caillée, de crème, de crème glacée ou de crème pâtissière. Les recettes récentes incluent parfois de la crème, des œufs, ou du gruau pour détendre l'appareil.

## Culture populaire
C'est le dessert préféré d'Harry Potter,  mentionné dans le premier tome de la saga.